# Буянов, Николай Григорьевич

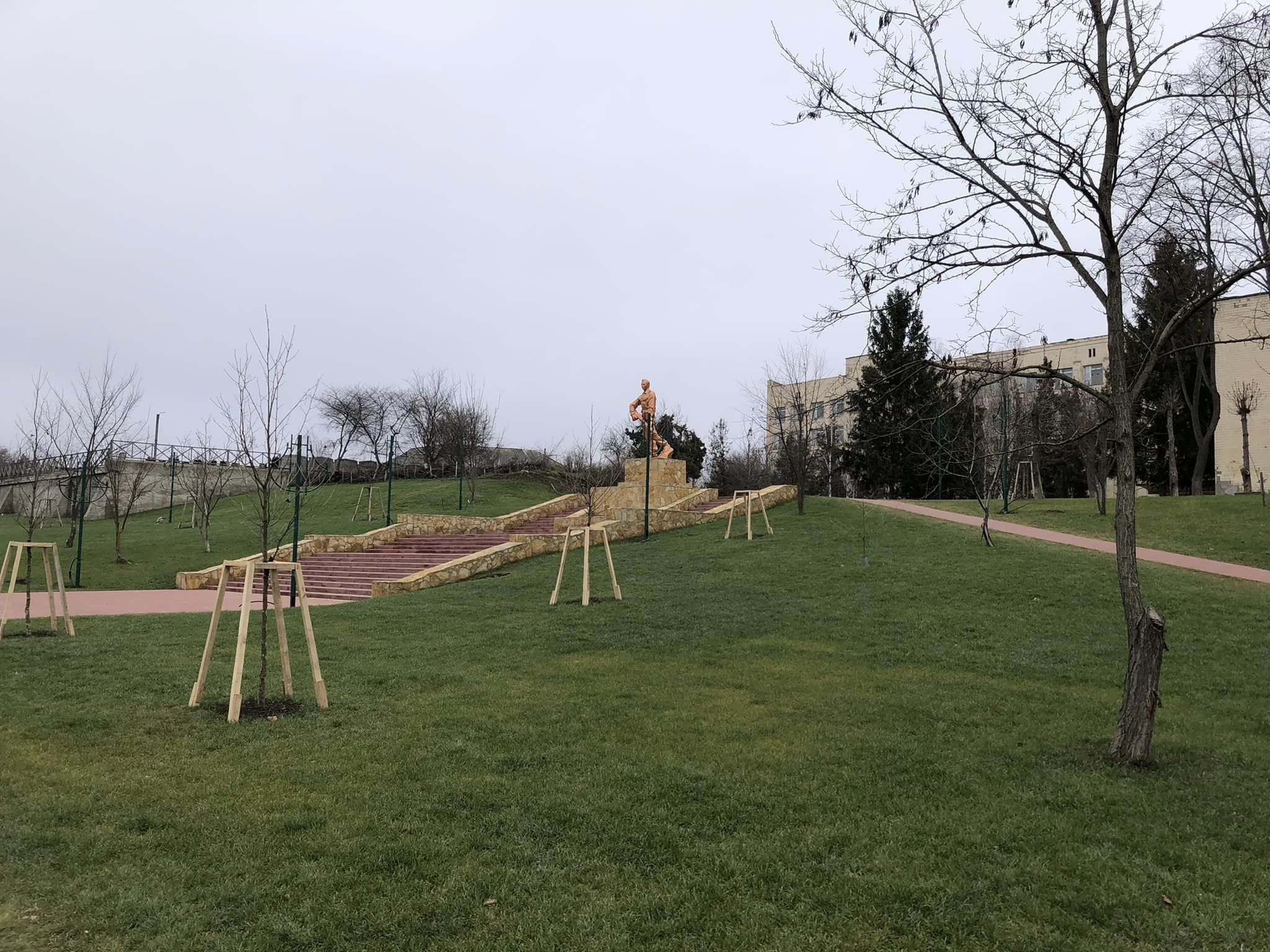
Памятник Николаю Григорьевичу Буянову в городе Могилев-Подольский.

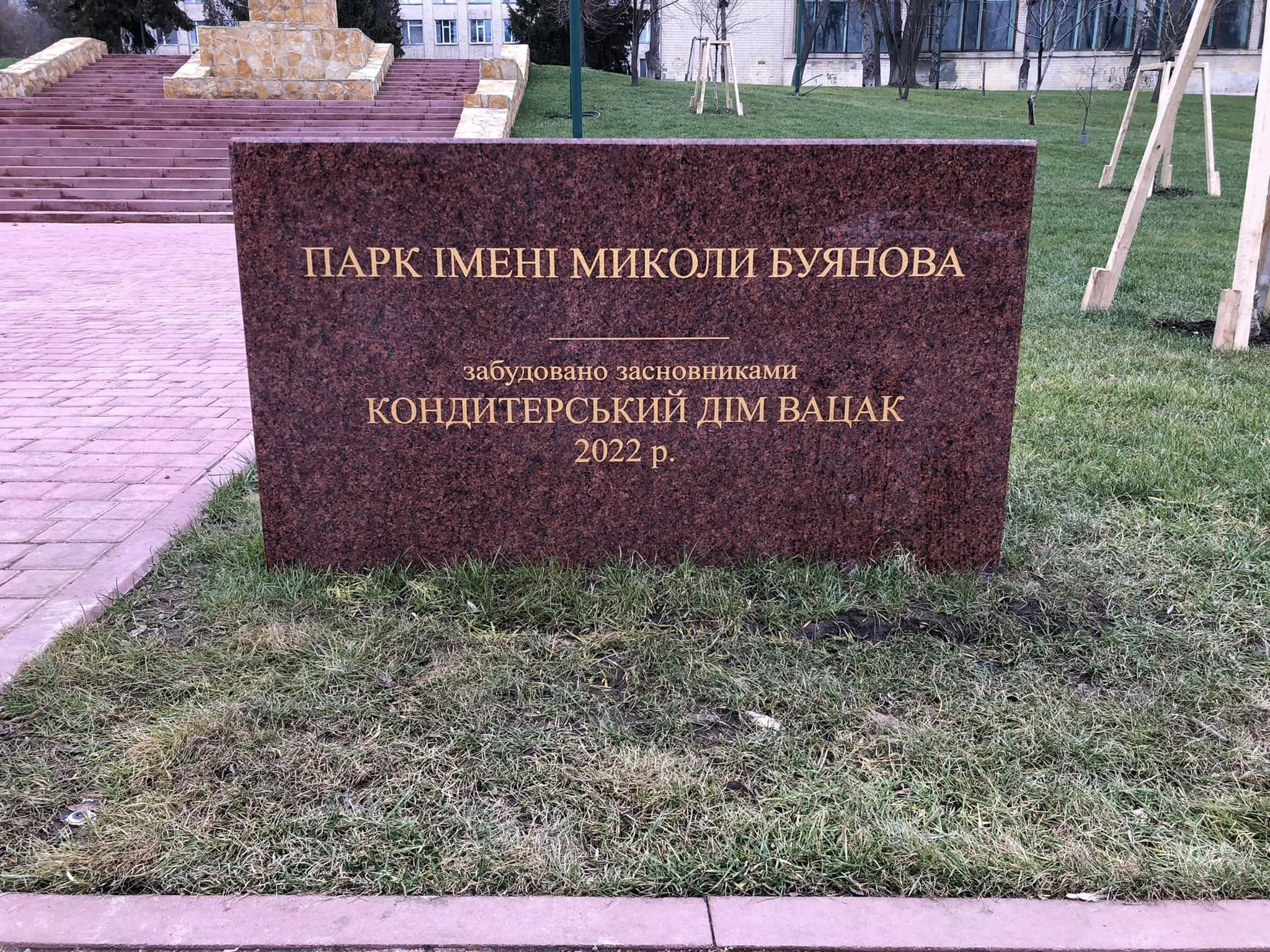
Памятная доска

Никола́й Григо́рьевич Буя́нов (18 июля 1925 — 8 июля 1944) — участник эвакуации и партизанского движения на Украине, движения Сопротивления в Италии в годы Второй мировой войны, кавалер высшей награды Италии за подвиг на поле боя — золотой медали «За воинскую доблесть» (20 мая 1985, посмертно).

## Биография
Родился 18 июля 1925 года в городе Могилёв-Подольский в многодетной семье. Мать — Татьяна Филатовна. Первый муж Татьяны Филатовны погиб под Перемышлем во время Первой мировой войны в 1914 году, оставив её вдовой с двумя детьми. В начале 1920-х она вторично вышла замуж за петербуржца Григория Буянова, который переехал в Могилёв-Подольский. В семье родилось ещё двое сыновей, младший — Николай. Через несколько лет болезнь унесла и второго мужа.
Учился во 2-й средней школе, посещал кружки Осоавиахима. По словам бывших учителей, Николай отличался добросовестностью и надёжностью в тех делах, за которые брался. Его чертами характера были справедливости и смелость.
С началом Великой Отечественной войны 16-летний Николай вызвался вести «полуторку» с беженцами, отправленными на восток. Затем в начале осени вернулся в Могилёв-Подольский, который был оккупирован румынскими властями. Участник подпольной группы, состояющей из школьников. По словам бывшего подпольщика Аркадия Полигова, ребята спрятали в подвале одного из домов радиоприёмник, по которому принимали передачи Совинформбюро, а затем собственноручно писали листовки и вывешивали их на улицах. Также семья Татьяны Филатовны помогала евреям, которых преследовали оккупационные власти.
В сентябре 1943 года был арестован и отправлен в Германию в качестве остарбайтера. Вместе с 10-ю своими соотечественниками Николая отправили в Италию, на строительные работы на железнодорожную станцию в Сан-Джованни-Вальдарно в провинции Ареццо (железная дорога между Флоренцией и Римом). За полгода своего пребывания в Италии пытался бежать четыре раза, и только пятая попытка удалась.
В конце апреля 1944 года Николаю Буянову удалось завязать контакты с участниками итальянского Сопротивления и с их помощью бежать из плена. 14 июня он был доставлен в партизанский отряд «Киатти» (итал. Chiatti; входил в бригаду «Синигалья»), который действовал в горных районах, и после ряда проверок включён в состав 5-й роты партизанской бригады.
В начале июля 1944 года немцы и «чернорубашечники» начали масштабную карательную акцию против партизан и мирного населения. Под Ареццо были переброшены крупные карательные части, в том числе альпийские стрелки. За несколько дней было расстреляно около 200 человек, и мирное население начало массово уходить в горы.
8 июля 1944 года у деревни Кастельнуово де Саббиони вблизи города Каврилья отряд «Киатти» проводил эвакуацию гражданского населения, но был выслежен и попал в окружение. Пулемётчик Николай Буянов вызвался в одиночку прикрывать отход отряда и погиб, после того как у его пулемёта закончились патроны.
На следующий день его тело было найдено и похоронено с почестями на кладбище в Сан-Джованни-Вальдарно.

## Память

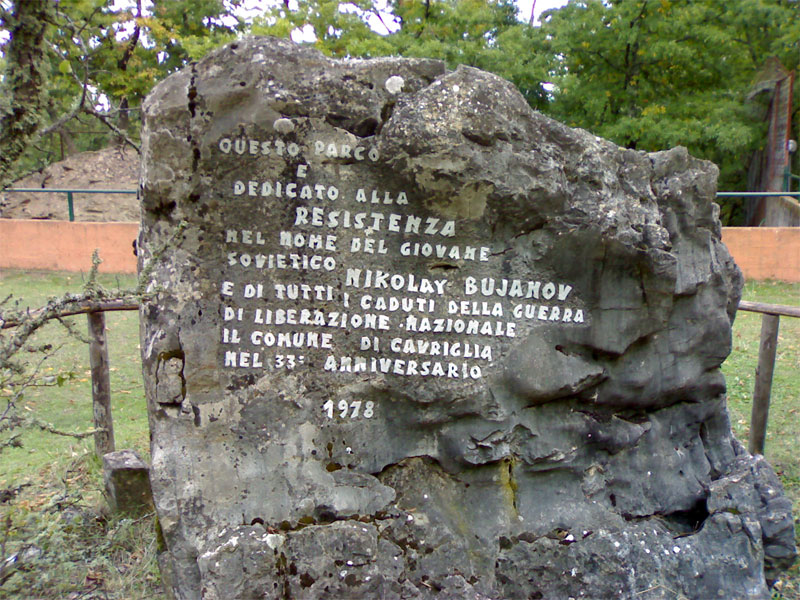
Обелиск в парке имени Николая Буянова. Каврилья, Италия.

В Италии подвиг Н. Г. Буянова считается примером «блистательного и подлинного героизма», «стойкой и решительной воли к высшему самопожертвованию». По словам Умберто Мини, товарища Николая по оружию, «своей жизнью, как и многих других жителей нашего края, я обязан Николо Буянову.» В 1978 году администрация города Каврилья открыла парк «Посвященный Итальянскому Движению Сопротивления имени юного советского партизана Николая Буянова и других погибших в войне за национальную свободу». На месте гибели Николая установлен обелиск, на котором высечены слова: «Свобода не знает границ. Мы будем бдительны, чтобы твоя смерть не была напрасной.» Итальянские кинематографисты сняли о Николае документальный фильм «Моя битва за Украину». 20 мая 1985 года Н. Г. Буянов посмертно награждён Золотой медалью «За воинскую доблесть», став тем самым национальным героем Италии.
Более 40 лет итальянка Никла Берти ди Бона хранила личные вещи Николая — губную гармошку, открытки с видами Аппенин, личную фотокарточку и чёрную ленту с погребального венка, и в середине 1980-х передала их в Ассоциацию партизан Италии. Никла познакомилась с Николаем весной 1944 года и помогала ему во время его бегства со станции.
В 1990-х годах, благодаря земляку-герою, украинский город Могилёв-Подольский наладил побратимские связи с итальянским городом Каврилья. В Могилёв-Подольском установлен памятник Николаю Буянову, его именем названа улица и школа, в которой он учился. В школе имеется музей. Лучшие школьники получают Буяновскую стипендию, установленную местными властями. В одном из классов именная парта с табличкой — здесь имеют право сидеть самые достойные ученики.

## Награды
- Золотая медаль «За воинскую доблесть» (20 мая 1985, посмертно)

## Документальные фильмы
- Моя битва за Украину. Италия.